# Tim Parnell
Tim Parnell (n. 25 iunie 1932, Derby, Anglia, Regatul Unit – d. 5 aprilie 2017, Derbyshire, Anglia, Regatul Unit) a fost un pilot de Formula 1. De-a lungul carierei a luat startul în 2 curse, niciuna din pole-position. Nu a câștigat nicio cursă și nu a terminat niciodată pe podium, acumulând 0 puncte în întreaga activitate ca pilot de Formula 1.